# Katherine Adamov
Pour les articles homonymes, voir Adamov.
Katherine Adamov, née le 6 mai 1945 à Paris, est une actrice, metteur en scène, réalisatrice et productrice française. D'origine russe, elle fait ses études au lycée Victor-Duruy à Paris et obtient une bourse pour aller étudier au Barnard College de New York. Elle passe 10 ans aux États-Unis.

## Filmographie
- 1999 : Le Corset (actrice et productrice)

## Théâtre
- 1980 : Elephant Man de Bernard Pomerance, mise en scène de Katherine Adamov, Théâtre de la Potinière
- 1984 : Au théâtre ce soir : Pomme, pomme, pomme de Jacques Audiberti, mise en scène Georges Vitaly, réalisation Pierre Sabbagh,   Théâtre Marigny